# Let's Go to San Francisco
"Let's Go to San Francisco" is een nummer van de Britse popgroep The Flower Pot Men uit 1967.
Het is de enige single van de band die de hitlijst wist te halen. "Let's Go to San Francisco" is geschreven en geproduceerd door John Carter en Ken Lewis waarbij Carter ook de zang voor zijn rekening nam. Het wordt beschouwd als een werk van de California Sound uit de jaren zestig en als nummer dat de hippiecultuur weerspiegelt.
De single was de enige single van de band die de hitlijsten wist te halen. Het bereikte de top 10 in verschillende landen. In de Nederlandse Top 40 werd de 24e plek gehaald.

## NPO Radio 2 Top 2000
| Nummer met noteringen in de NPO Radio 2 Top 2000 | '00  | '01  |
| ------------------------------------------------ | ---- | ---- |
| Let's Go to San Francisco                        | 1679 | 1461 |

1. ↑  Een vetgedrukt getal geeft de hoogste notering aan.
2. ↑  2000 was het eerste jaar met een notering voor dit nummer.
3. ↑  Deze tabel is bijgewerkt tot en met de laatste editie (2024).